# Anthidium anguliventre
Anthidium anguliventre là một loài Hymenoptera trong họ Megachilidae. Loài này được Morawitz mô tả khoa học năm 1888.